# ادی رابینسون

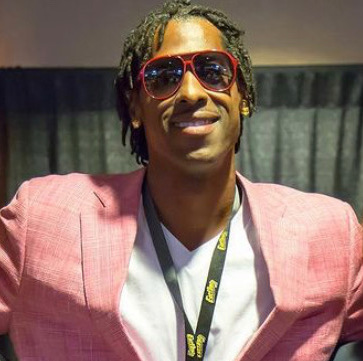
تصویر ادی رابینسون

ادی رابینسون (انگلیسی: Eddie Robinson؛ زادهٔ ۱۹ آوریل ۱۹۷۶) یک بازیکن بسکتبال اهل ایالات متحده آمریکا است.